# Vinsonneau (apellido)
Vinsonneau o Vinsennau es un apellido de origen francés y más específicamente de la región de Comminges en el Alto Garona de Mediodía-Pirineos. Durante el siglo XIX, este apellido emigró a Estados Unidos y en el siglo actual a algunos países de Europa principalmente occidental, tales como Alemania, Bélgica, España y Suiza.

## Origen
Vinsonneau es un diminutivo de Vinson, Familiarizado con Vincent, era frecuente de cristianos y patronímico, que representa el nombre latino Vincentius, sobrenombre antiguo que significa ganador este fue popularizado por una mártir española del tercer siglo y un monje de la abadía de Lérins del quinto siglo.

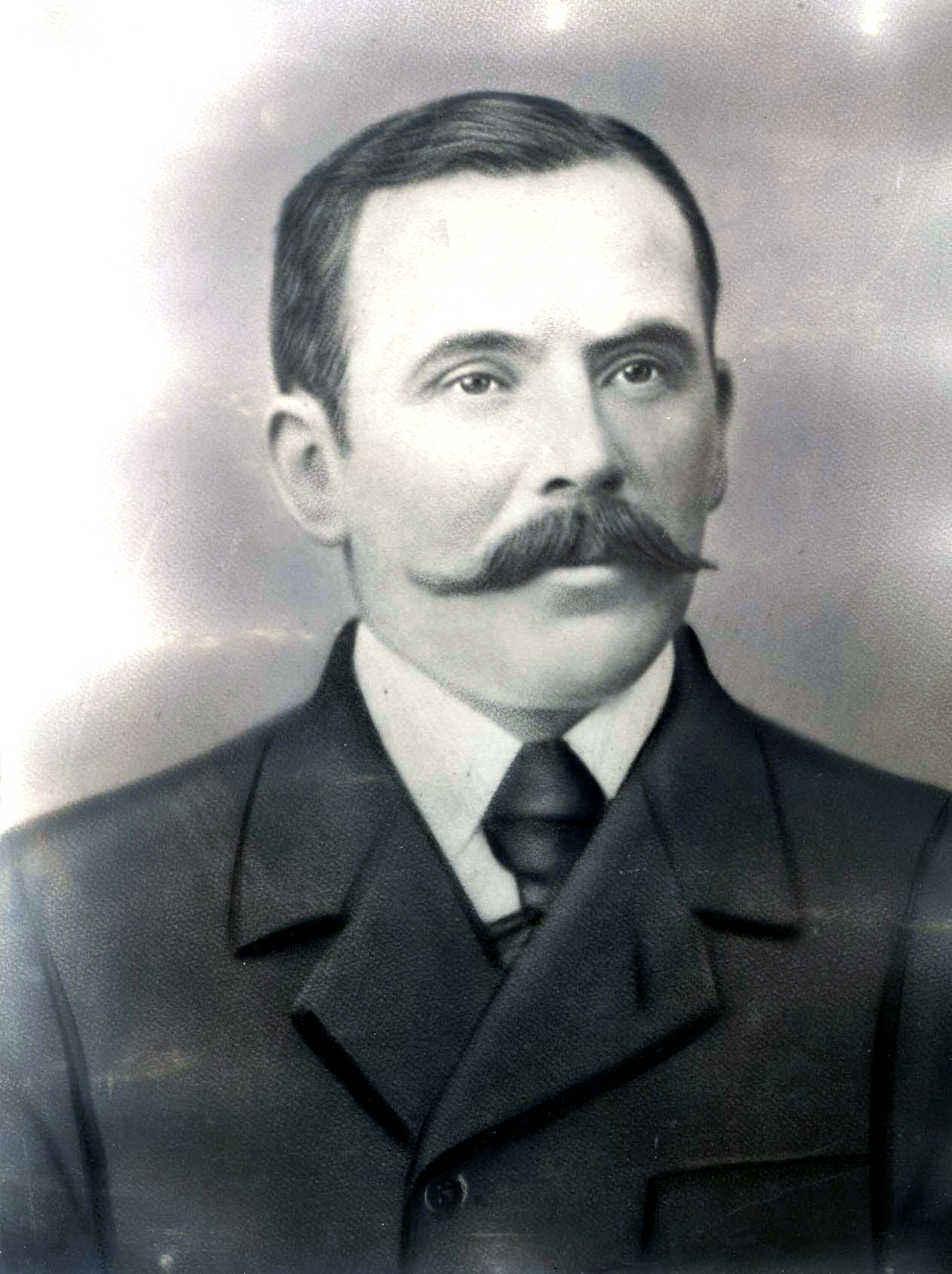
Jean Vinsonneau, escapo del servicio militar francés y desembarco en Argentina donde le cambiarían el apellido por como suena a Vinsennau.